# Хо, Леонард
Леонард Хо (иер. 何冠昌, кант.-рус. Хо Куньчхён, кит.-рус. Хэ Гуаньчан; англ. Leonard Ho; 1925, Гонконг — 17 февраля 1998, там же) — известный гонконгский кинопродюсер, один из основателей гонконгской кинокомпании Golden Harvest.

## Биография
Леонард Хо родился в Гонконге. В молодости работал на Shaw Brothers, что предопределило его карьеру кинематографиста. В 1970 году покинул Shaw Brothers и вместе с Рэймондом Чоу основал Golden Harvest Films.
С фильма «Золотой урожай» Хо начал карьеру независимого продюсера. Первой звездой в его активе стал Брюс Ли: кассовые сборы фильма «Большой босс» (1971) превысили 3 миллиона, побив рекорд для гонконгского кино. В 1979 году Хо подписал контракт с Джеки Чаном и работал с ним над многими проектами. В 1990-х годах покинул Гонконг и прибыл в Голливуд.
Леонард Хо и Джеки Чан поддерживали близкие отношения: публично они часто сравнивали их с отношениями отца и сына. Подобные же отношения, отца и дочерей, связывали Хо с актрисами Анитой Муй и Мэй Ло.
17 февраля 1998 года Леонард Хо умер от сердечного приступа в возрасте 72 лет. В 1999 году он был посмертно удостоен премии Hong Kong Film Award for Lifetime Achievement, которая была вручена его дочери Шэрон.

## Присутствие в массовой культуре
- «Анита[англ.]»: фильм 2021 года с Уэйзом Ли в роли Леонарда Хо.